# オオカモメヅル
オオカモメヅル（大鴎蔓、学名：Vincetoxicum aristolochioides ）はキョウチクトウ科（クロンキスト体系ではガガイモ科）カモメヅル属のつる性の多年草。

## 特徴
つる性で、他の草などに巻きついて伸びる。茎にはわずかに毛が生える。葉は薄くほとんど無毛で、長さ1-3cmの葉柄をもって茎に対生する。形は3角状広披針形で先端は長くとがり、基部は心形になり、縁は全縁となる。
花期は7-9月。葉腋から、葉の長さより短い花序をつける。小花柄は3-10mm、萼は5裂し無毛、花冠は淡暗紫色で径4-6mm、深く5裂し、裂片には白い綿毛が生える。副花冠は暗紫色で星状に開出する。花が終わると長さ5-7cmの、ガガイモ科特有の袋果（実）を2個水平につける。秋に袋果が割れ、種髪（毛束）をつけた種子がはじける。

## 分布と生育環境
北海道、本州、四国、九州に分布し、山地の林縁や林内に生育する。